# Serik Konakbajev
Serik Konakbajev, född den 25 oktober 1959, är en sovjetisk boxare som tog OS-silver i lätt welterviktsboxning 1980 i Moskva. I finalen förlorade han med 1-4 mot Patrizio Oliva från Italien.